# Sebastian Holecek
Sebastian Holecek (geboren am 27. März 1964 in Wien) ist ein österreichischer Opernsänger der Stimmlage Bariton.

## Leben und Werk
Holecek ist der Sohn des Wiener Sängers und Volkskünstlers Heinz Holecek (1938–2012) und lernte bereits in jungen Jahren eine Vielzahl berühmter Künstler kennen, die in seinem Elternhaus verkehrten, darunter Cesare Siepi, Luchino Visconti und Franco Zeffirelli. Als Jugendlicher zählte er zu den begeisterten Stehplatz-Besuchern der Wiener Staatsoper. Bei einer Schulveranstaltung sang er eine Arie aus Cornelius’ Der Barbier von Bagdad, wusste aber nicht, dass sein Vater die Kollegen Oskar Czerwenka und Eberhard Waechter mitgebracht hatte. Deren Resümee: „Er hat zwar eine Stimme, kann nur überhaupt nicht singen. Aber er hat eine große Präsenz. Er gehört auf die Bühne!“ So kam es, dass Holecek in die Fußstapfen seines Vaters trat und an der Wiener Musikhochschule und in Italien Gesang studierte.
Bereits während seines Studiums gastierte er in Holland, Deutschland, der Schweiz und Österreich. 1990 wurde er als Ensemblemitglied an das Gärtnerplatztheater in München und sang dort untere anderem Figaro, Don Giovanni und Harlekin (in Ariadne auf Naxos). Es folgten Engagement an bedeutenden Opernhäusern weltweit, darunter die Staatsoper Unter den Linden in Berlin, die Bayerische Staatsoper in München und das Royal Opera House Covent Garden in London, weiters Paris, New York, Kapstadt, Monte Carlo, Santiago de Chile, Madrid, Barcelona, Amsterdam, St. Gallen, Turin, Neapel, Rom, Düsseldorf, Saarbrücken und Stuttgart, sowie die Bregenzer Festspiele. An der Wiener Staatsoper debütierte er im Oktober 1991 mit seiner langjährigen Paraderolle, dem Papageno in der Zauberflöte von Schikaneder und Mozart. Bislang gastierte er 24-mal mit dieser Rolle im Haus am Ring. Parallel zu seinem München Engagement sang er auch bereits regelmäßig an der Wiener Volksoper.
Von 2006 bis 2017 war Sebastian Holecek Ensemblemitglied der Wiener Volksoper. Holecek verfügt über ein weitgefächertes Repertoire, welches von Mozart (Figaro, Giovanni, Masetto, Papageno und Sprecher) bis in die Gegenwart reicht. Im deutschen Fach singt er Pizzaro und Don Fernando in Beethovens Fidelio, den Peter in Humperdincks Hänsel und Gretel, den Kaspar in Webers Freischütz, den Heerrufer in Wagners Lohengrin, den Johannes Freudhofer in Kienzls Evangelimann und den Moruccio in d'Alberts Tiefland. Im italienischen Fach reüssierte er als Schaunard in La Bohème, als Scarpia in Tosca und als Fléville in Andrea Chénier. Zu seinen Verdi-Rollen zählen der Germont in La traviata, der Christian im Maskenball und der Marullo im Rigoletto, zu seinen Strauss-Partien neben dem Harlekin auch der Jochanaan in der Salome und der Graf Dominik in Arabella. Weitere wichtige Partien sind der Escamillo in Bizets Carmen, die Titelpartien in den modernen Opern Il prigioniero (von Dallapiccola) und Gesualdo (von Schnittke), sowie der Barak in Ferruccio Busonis Turandot und der Theseus in Benjamin Brittens A Midsummer Night's Dream. Holecek singt auch gerne Operette und war unter anderem als Danilo in der Lustigen Witwe, als Eisenstein in der Fledermaus und als Homonay im Zigeunerbaron zu sehen und zu hören.
2014/2015 gab er in der Premiere der Frau ohne Schatten an der Bayerischen Staatsoper den Geisterboten.
Als Konzertsänger war bzw. ist Holecek unter anderem im Musikverein und Konzerthaus in Wien, sowie an der Carnegie Hall in New York zu hören. Im August 2015 debütierte er bei den Salzburger Festspielen als Don Fernando in einer Fidelio-Neuproduktion von Claus Guth und Franz Welser-Möst im Großen Festspielhaus. Diese Partie sang Holecek im Juni 2015 auch an der Wiener Staatsoper.
Holeceks Tochter Jamileh ist Bühnenbildnerin, sein Sohn Nicholas trat bereits als 9-Jähriger als Statist in der Volksoper auf.

## Auszeichnung
- 2013: Österreichischer Musiktheaterpreis für die Rolle des Jochanaan (in Wilde/Strauss' Salome), Volksoper Wien